# Moritzoppia unicarinata
Moritzoppia unicarinata är en kvalsterart som först beskrevs av Paoli 1908.  Moritzoppia unicarinata ingår i släktet Moritzoppia och familjen Oppiidae.

## Underarter
Arten delas in i följande underarter:
- M. u. unicarinata
- M. u. clavigera
- M. u. cristata
- M. u. unicarinatoides